# ハルポリッシュ
『ハルポリッシュ』は土塚理弘、みなもと悠による日本の漫画作品。『月刊少年チャンピオン』（秋田書店刊）にて2011年6月号より2012年12月号まで連載された。居合道をテーマとしている。単行本全5巻。

## ストーリー
四季ノ森高校に入学した岡本春（ハル）は、日本刀が大好きな少女。
入学式の当日に校内の道場でハルが目にしたのは、道着に身を包み「日本刀」を振る居合道部員片山若菜の姿だった。
模造刀とはいえ刀を手にできることに興味を持ったハルは、同時に若菜に才能を見出され居合道部に入部することを決意する。
そして、ハルと同じく新入部員の館岡春や長谷川雛子、とある理由で居合道部から去っていた拝桃路らとともに刀の本質を知っていく。

## 登場人物

### 四季ノ森高校
岡本 春（おかもと はる）
主人公。1年生。
幼い頃に刀を見て以来、刀に対し強い憧れを抱いている。当初は単に刀に惹かれ入部したが、日々の稽古や拝の事件を通して刀の本質を知ることとなる。「刀の声」を聞くことができる天性をもち、岐阜では拝の呪いの元凶となった刀に導かれ、彼の代わりに呪いを断ち切った。対海ノ木戦では居合初心者ながら大将を務め、対戦相手の遠山を圧倒し勝利をおさめた。
終盤では2年生に進級。不純な動機で訪れた見学者や梅凛を追い返したが、夢の中で祖父・一蔵から居合の意味を聞かされ、改心する。
刀を握ると別人のような集中力を発揮するが、普段は天真爛漫な少女。男性恐怖症であったが、筋骨隆々でパンツ一丁の男子生徒たちに担ぎあげられたことで克服した。4月20日生まれのB型。
片山 若菜（かたやま わかな）
2年生。廃部寸前だった居合道部に在籍していた唯一の部員。1年生の時にたまたま通りかかった道場で拝の居合を目の当たりにし、居合道部に入部した。
「刀は人を斬り殺すだけのもの」というドライな理念を持っていたが、ハルと出会ったことで自分と真摯に向き合い、「いい子を周りに演じてきた自分を打ち破りたい」と考えるようになった。対海ノ木戦では先鋒を務めた。
終盤では3年生に進級。
しっかり者で、部員が集まった後は部長としてメンバーの取りまとめや指導を率先して行う。一方、カステラを下の紙ごと食べてしまうといった天然な面もある。胸が大きく、そのことを部員にからかわれることが多々ある。
拝 桃路（おがみ とうじ）
3年生。居合道部の創設者。
鞘師の系統であった祖父の家で見つけた刀から「呪い」を受け、額に刀傷に似た痣を作った。同時に悪夢をみるようになり、その刀の呪いを断ち切るという目的のため居合道部を創設したが、若菜以外にまともな部員が集まらず辞めてしまった。その後ハルとの出会いを機に部へ復帰。部員の刀を調達するという名目で岐阜の祖父の家へ再び赴き、ハルの助力もあり見事「呪い」から解放された。目的を果たしたことで居合道に対しやる気が半減してしまったものの、対海ノ木戦では中堅を務めた。
終盤では浪人生となり、特別コーチとして道場に通っている模様。
女性教師や女子生徒をもってして「イケメン」と言わせる容姿だが、友人が少なく、勉強は大の不得意。昆虫に詳しい。
館岡 春（たちおか シュン）
1年生。ハルのクラスメイト。
中学が男子校だったため女子生徒に免疫がなかったが、自身と同じ名前のハルに共通点を感じ、どうにか仲良くなろうと居合道部に入部する。拝の事件では、動けなくなった拝から刀を受け継ぎ、ハルの危機に駆け付けた。対海ノ木戦では副将を務めた。
終盤では2年生に進級。居合を通じて肝が据わり、絡んできたヤンキーに動じることもなくなった。
女性恐怖症は入部後、自然に克服した様子。3月20日生まれのA型。
長谷川 雛子（はせがわ ヒナコ）
2年生。四季ノ森高校の生徒会長を務める。
自分のすることを周囲が決めつけることに幼いころから反感を覚え、自分に正直に活動しようと居合道部に入部。その後、稽古や試合を通じて居合の楽しさに触れる。対海ノ木戦では次鋒を務める。
終盤では3年生に進級。羽のような髪形をしている。
他の生徒や校長からマスコットのように可愛がられており、生徒会長として生徒に注意してもチョコレートやガム等で買収されてしまう。普段はインテリ風の副会長と一緒に行動している。小柄で子供っぽい面があるため、ハルや春にはしばらく同級生と勘違いされていた。

### 海ノ木高校
遠山 紗久羅（とおやま さくら）
3年生。居合道部部長。真剣の持ち主で抜刀術も行う。対四季ノ森高校では大将を務める。
中学時代は剣道部だったが、相手と戦って勝つことに虚しさを覚え、自分との戦いである居合道に転向した。鎮座していながら強大な殺気を操り四季ノ森居合道部員を翻弄するなど、居合道においても天才的な実力をもつ。自らの能力を過信しすぎた結果ハルに大敗してしまうが、それをきっかけに改めて自分を見つめ直し始める。
早乙女 一花（さおとめ イチカ）
2年生。遠山と同じく真剣を持つが、ハル曰く「振ってる本人は大した事ない」程の腕前。対四季ノ森高校では中堅を務める。
井口 燕（いぐち ツバメ）
2年生。常に眠たそうにしており口数が少ない。対四季ノ森高校では次鋒を務める。
片桐 カスミ（かたぎり カスミ）
2年生。おっとりした雰囲気の生徒。対四季ノ森高校では先鋒を務める。
林田 光太（はやしだ こうた）
1年生。唯一の男子部員。気弱で泣き虫なため、他の部員の絶好のからかい相手となっている。対四季ノ森高校では副将を務める。

### その他の登場人物
岡本 一蔵（おかもと いちぞう）
ハルの曾祖父であり刀匠。誕生直後に弱っていたハルのために刀を打ち、それを携えて病院に現れた。ハルが元気になった翌日逝去する。
拝の祖父の師でもある。
拝 杏香（おがみ きょうか）
桃路の妹。中学3年生。母に頼まれ、岐阜へ行くこととなった兄と部員に同行する。
兄とは正反対に明朗快活。そのため注意力散漫な兄とそりが合わず、邪険に扱うこともしばしば。
終盤では四季ノ森高校に入学、同時に居合道部へと入部する。
久慈 梅凛（くじ ばいりん）
終盤に登場。四季ノ森高校1年生。不良グループの集団を一人で壊滅させたという噂がある。
ケンカの腕を磨こうと居合道部に見学に訪れるが、ハルに一蹴されてしまう。その後改心したハルに居合と刀の魅力を教えられ、入部する。
校長
四季ノ森高校の校長。日本刀マニアを自称し、居合道部の顧問を半ば強引に買って出た。部員たちの稽古中も一人で雑学を喋っているが、誰も聞いてくれない。

## 単行本
- 土塚理弘×みなもと悠『ハルポリッシュ』秋田書店〈少年チャンピオン・コミックス〉、全5巻
  1. 2011年9月8日発売 ISBN 978-4-253-21675-3
  2. 2011年12月8日発売 ISBN 978-4-253-21676-0
  3. 2012年4月6日発売 ISBN 978-4-253-21677-7
  4. 2012年8月8日発売 ISBN 978-4-253-21678-4
  5. 2012年12月7日発売 ISBN 978-4-253-21679-1